# 密序马蓝
密序马蓝（学名：Pteracanthus congestus）为爵床科马蓝属下的一个种。

## 扩展阅读
- 維基物種上的相關：密序马蓝